# Toise
Die Toise [ˈtwaːz(ə)] ist eine alte französische Längeneinheit. Das Einheitenzeichen der Toise ist der Großbuchstabe „T“. Sie war eine Normaleinheit des altfranzösischen Längenmaßes und entspricht etwa dem deutschen Klafter. Der Begriff wird auch für die Maßverkörperung der Einheit verwendet.

## Unterschiedliche Toises
Vom 12. bis ins 19. Jahrhundert gab es die Toise mit regional variierenden Längen und Bezeichnungen. Ab dem 17. Jahrhundert kam der Toise von Paris eine bedeutendere Rolle zu, getrieben von der zunehmenden Bedeutung der Hauptstadt und von den wissenschaftlichen Großprojekten dieser Zeit.

## Toise de Paris
Der Ursprung der Toise de Paris ist nicht bekannt. Ob sie auf eine Toise carlovingienne zurückgeführt werden kann, muss offen bleiben, da die Unterschiede zwischen dem karolingischen Fuß (32,24 cm) und dem Pariser Pied de Roy (Königsfuß) (32,48 cm) deutlich sind, auch wenn die Maße sich im Lauf der Zeit geändert haben.
Die Toise de Paris war eingeteilt in 6 pieds de Roy à 12 pouces à 12 lignes (6 Fuß à 12 Zoll = Daumenbreit à 12 Pariser Linien) bzw. 1 Toise = 864 Linien.
Sie war durch ein eisernes Eichmaß dargestellt, das im Hof des Grand Châtelet de Paris neben der Treppe befestigt war und das 1394 erstmals schriftlich erwähnt wurde. Dabei muss offen bleiben, ob die konkrete eiserne Stange über die Jahrhunderte bis 1668 dieselbe blieb.
Die Länge dieser Toise de Paris wird üblicherweise mit 1,960 m angegeben.

### Toise du Châtelet
An der Treppe des Grand Châtelet gab es Setzungen, die das eiserne Eichmaß verbogen. Deshalb wurde es 1668, wohl auf Veranlassung von Colbert in seiner Eigenschaft als Surintendant des Bâtiments, Arts et Manufactures (in etwa: Bau- und Gewerbeminister), durch ein nun im Inneren an einem Pfeiler befestigtes neues eisernes Eichmaß ersetzt, das aber um 5 Linien kürzer als das alte war.
Die näheren Umstände dieses Vorfalls sind nicht überliefert, er wurde allein von Jean Picard in seiner Mesure de la Terre und in De Mensuris kurz erwähnt. Bekannt wurde jedoch, dass die Handwerker sich über den verkürzten Maßstab beschwerten und vorschlugen, die im Écritoire aux Maçons als nachrangiges Eichmaß aufbewahrte Toise offiziell zu verwenden. Sie konnten sich damit gegen Colbert aber nicht durchsetzen. Seitdem wird die alte Toise häufig als Toise des maçons oder Toise de l’Écritoire bezeichnet, während die neue Maßeinheit Toise du Châtelet genannt wurde.
Die Länge der Toise du Châtelet wird mit 1,949 m angegeben.
Diese Maßeinheit wurde nicht nur im alltäglichen Leben verwendet. Beginnend mit Picards Meridianbogen Paris – Amiens war sie die Maßeinheit, mit der die Gradmessungen der verschiedenen Meridianbögen ausgeführt wurden, um die Form der Erde zu bestimmen und damit das große physikalische Problem der damaligen Zeit zu lösen, ob sie an den Polen abgeplattet sei. Der ausführliche Artikel von Jean-Baptiste le Rond d’Alembert in der Encyclopédie ou Dictionnaire raisonné des sciences, des arts et des métiers vermittelt einen Eindruck von der Bedeutung dieser Frage für die damalige Zeit. Die unterschiedlichen Messergebnisse für die Länge eines Grades von 56.979 bis 57.422 Toises waren nicht nur durch neue astronomische Erkenntnisse über die Form der Erde, sondern auch durch die im Lauf der Jahrzehnte verbesserten Messgeräte und -methoden bedingt. In den vielfältigen Diskussionen über die richtigen Ergebnisse meinte man, einen Fehler Picards gefunden zu haben, der möglicherweise auf einer von ihm verwendeten zu kurzen Toise beruht habe, was als erreur de Picard und la toise de Picard in die damalige Fachliteratur einging, letztlich aber wohl nur auf unvermeidlichen Messtoleranzen beruhte.
Die am Grand Châtelet angebrachte Toise wurde 1755 gestohlen und 1758 wiederum beschädigt.
70 Jahre nach ihrer Erneuerung durch Colbert, im Sommer 1758, berichtete La Condamine am Anfang eines Vortrages vor der Académie Royale des Sciences von dem Gerücht, als Maß für die kürzere Version habe die halbe Breite des laut Plan 12 Fuß breiten Eingangsportals zum alten Louvre gedient, nur um sogleich fortzufahren, dass man damit natürlich in keiner Weise die Genauigkeit hätte sicherstellen können, die für einen Maßstab benötigt wurde, der bei den großen Vermessungen der damaligen Zeit verwendet wurde.

#### Toise du Pérou
1735 ließ die Pariser Académie Royale des Sciences zwei Kopien der Toise du Chatelet anfertigen. Beide Eisenstäbe dienten zunächst den französischen Erdmessungen in Lappland und Peru und wurden mit dem Anspruch gefertigt, exakt genauso lang wie die originale Toise du Châtelet und untereinander exakt gleich lang zu sein. Eines der beiden Exemplare wurde unter der Leitung von Godin, das andere unter La Condamine gefertigt, die beide Mitglieder der Académie waren. In beiden Fällen wurden die Arbeiten von dem Instrumentenbauer Claude Langlois durchgeführt. Widersprüchliche Angaben existieren zur Herstellungsmethode:

“Langlois constructed for the Académie the Toise du Pérou (a toise is 6 pieds de roi)
  [.. and] computed the pied de roi as the edge of the cube that contains 70 Paris livres of water.”

„Langlois stellte für die Académie die Toise du Pérou her (eine Toise entspricht 6 pieds de roi)
  [.. und] berechnete das pied de roi als Kante des Kubus der 70 Paris livres Wasser enthält.“

“Langlois in 1735 […] constructed two copies of the Châtelet Toise […]”

„Langlois um 1735 […] stellte zwei Kopien der Châtelet Toise her […]“

Die Toise du Pérou wurde ab 1736 für Gradmessungen in Äquatornähe im damaligen Vizekönigreich Peru verwendet, die von Bouguer, La Condamine und Godin geleitet wurden. Erst 1751 gelangte sie mit Godin zurück nach Paris, wo sie bis heute aufbewahrt wird.
Die Toise du Nord ging auf eine parallel angelegte Expedition in das polnah gelegene Lappland. Auch dort wurden die Krümmungsradien benachbarter Breitengrade bestimmt.

### Toise de l’Académie
Da die Toise du Nord auf der Expedition beschädigt wurde, galt die Toise du Pérou als der genauere Maßstab. Auf der Grundlage der letztgenannten führte Ludwig XV. die Toise am 16. Mai 1766 als gesetzliches Längenmaß ein. Auf Betreiben der Académie wurden 80 Kopien der Toise du Pérou angefertigt und in den Provinzen verteilt. Dadurch wurde diese Toise auch als Toise de l’Académie oder Toise de Paris bekannt. Sie löste die Toise du Châtelet als Standard ab. Die Kopien wurden von Canivet gefertigt, Langlois’ Neffen, der nach dem Tod seines Onkels um 1756 den Instrumentenbau übernahm.

## Von der Toise zum Meter
Schon Picard beabsichtigte, die Toise von der Existenz eines Eisenstabes unabhängig zu machen und ihre Länge durch eine unveränderliche physikalische Größe zu definieren. Seine Idee der Längenbestimmung durch den Sekundenpendel scheiterte aber unmittelbar danach durch den von Jean Richer in den Jahren 1671 bis 1673 in Cayenne erbrachten Nachweis, dass die Länge des Sekundenpendels von der Gravitation abhängig ist.
Nachdem die Gradmessungen in Lappland und Peru die Abplattung der Erde an den Polen geklärt hatten und man aufgrund weiterer Messungen glaubte, die Länge eines Meridians genau bestimmt zu haben, wurde während der Französischen Revolution die schon seit längerem verfolgte Idee realisiert, den zehnmillionsten Teil des Erdquadranten auf dem Meridian von Paris als neue dezimalmetrische Längeneinheit, den Meter, zu definieren und die Länge der Toise von diesem Meter abzuleiten.
Mit den Gesetzen vom 1. August 1793 und vom 18. Germinal III (7. April 1795) wurde ein provisorischer Meter auf der Basis der Gradmessung von 1740 beschlossen. Nach den Gradmessungen von Delambre und Méchain in den Jahren 1792 bis 1798 wurde der endgültige Meter durch das Gesetz vom 19. Frimaire VIII (10. Dezember 1799) festgelegt.
Zur exakten Bestimmung des Längenverhältnisses zwischen Meter und Toise wurde zuvor die Längsausdehnung des definitiven Urmeters bei 0 °Celsius durch experimentellen Vergleich mit der Längsausdehnung der Toise du Pérou bei 16,25 °Celsius bestimmt. Das für die gesetzliche Definition übernommene Ergebnis belief sich auf 443,296 der auf der Toise du Pérou abgetragenen Linien:
Die Toise de l’Académie ist demnach 864000⁄443296 m = 27000⁄13853 m ≈ 1,949.036 m lang.
Um etwa 1888 ist dieses Verhältnis erneut ermittelt und darüber berichtet worden:

„Neuere Maßvergleichungen haben ergeben, daß bei 13 °R. [=16,25 °C.] die Länge des Endmaßes 1949,093 mm, des Strichmaßes 1949,001 mm des internationalen Meters beträgt“

Die in den späteren Messungen festgestellten geringfügigen Abweichungen der Meridianlänge führten dazu, dass die Längeneinheit doch wieder durch einen Metallstab bestimmt wurde, also durch das aus Platin gefertigte Urmeter.

## Metrische Toise
Mit der Einführung des metrischen Systems wurde 1812 von Napoléon als Übergang vom alten zum neuen Maßsystem die exakt 2 m lange Toise usuelle oder Toise métrique mit 6 pieds usuels eingeführt. Sie galt bis zum 1. Januar 1840, in Haiti noch länger.
Die (metrische) Toise der französischsprachigen Schweiz hatte bis 1876 sechs pieds und war exakt 1,80 m lang.
Im Schweizer Kanton Neuchâtel gab es die Toise, die Klafter, für verschiedene Bereiche ab 1856. Der hier zu Grunde liegende Landfuß, Pied du pays, kann mit 0,293258 Meter oder 130 Pariser Linien angenommen werden. Seine Einteilung war duodezimal. Es stand 1 Landfuß zu 0,97753 neuen Schweizer Fuß und ist auch nicht zu verwechseln mit dem Neuchâteler Feldfuß, Pied de champ, der 0,287148 Meter groß war.
- 1 Toise commune/gemeine Klafter = 10 Landfuß = 2,93258 Meter
- 1 Toise de muraille/Mauerklafter = 100 Quadratlandfuß mal 2 Landfuß = 5,044 Ster
- 1 Toise de foin/Heuklafter = 6 mal 6 mal 6 Landfuß = 5,4476 Ster
- 1 Toise de bois/Holzklafter = 10 mal 5 mal 3 Landfuß = 3,783 Ster

Quelle für Neuchâtel
Im 20. Jahrhundert gab es in Québec noch die Toise québecoise mit 1,949 043 6 m Länge und dem offiziellen Symbol T.

## Bessel’sche Toise
Die Toise wurde noch im 19. Jahrhundert von Bessel benutzt, der die Messungen von insgesamt zehn verschiedenen, teilweise im Jahrhundert zuvor erfolgten Projekten der Gradmessung mathematisch ausglich, um eine bessere Näherung für den Erdquadranten zu erhalten. Erste Resultate veröffentlichte er 1837, korrigierte sie aber 1841 wegen Änderungen der Ergebnisse der französischen Gradmessung, die als Eingangsgrößen seiner Rechnung relevant waren. In der Definition EPSG:2007 wird das im Näherungsverfahren bestimmte Ellipsoid von 1841 mit einer Bemerkung zur Ungenauigkeit geführt, die auf die fehlende internationale Normierung der Toise im 18. Jahrhundert hinweist:

“Original Bessel definition is a=3272077.14 and b=3261139.33 toise. This used a weighted mean of values from several authors but did not account for differences in the length of the various toise: the "Bessel toise" is therefore of uncertain length.”

„Die ursprüngliche Bessel-Definition nutzt a=3272077.14 und b=3261139.33 Toise. Diese errechnete sich aus dem gewichteten Mittel von [Gradmessungs-]werten verschiedener [internationaler] Urheber, rechnete aber nicht die Unterschiede zwischen den verschiedenen Toise-Längen [im damaligen Umlauf] heraus: Die Länge der Bessel-Toise ist damit unsicher.“

Tatsächlich gibt Bessel in den Astronomischen Nachrichten Band 19 Nr. 438 von 1842 die Parameter a und b der Ellipse der Meridianebene in [Bessel-]Toise an, die Länge des ermittelten Erdquadranten aber in Meter. Aufgrund des zeitlichen Abstands zwischen 1799 und 1842 lässt sich mit einiger Sicherheit annehmen, dass Bessel ausschließlich mit dem definitiven Urmeter umrechnete, er also das Ergebnis des Erdquadranten als ein Vielfaches von 443,296 Linien auf der Toise du Pérou bei 16,25 °Celsius angab. Da der Erdquadrant exakt ein Viertel des Gesamtumfangs der Ellipse angibt, deren Berechnung zu seiner Bestimmung erforderlich ist, und n, das flattening, einheitenlos vorliegt, sollte eine Bestimmung von a und b in Metern allein mit diesen Parametern möglich sein. Daraus lässt sich der notwendige Faktor der im Näherungsverfahren entstandenen [Bessel-]Toise für die Umrechnung in Meter ermitteln. Die [Bessel-]Toise kann dann als gewichtetes Mittel der in den zehn Gradmessungen vorkommenden, verschiedenen Toise-Längen verstanden werden.